# Храм Димитрия Солунского в посёлке Восточном
Храм Святого Великомученика Димитрия Солунского в посёлке Восто́чном — православный храм в Восточном районе Москвы, построенный в честь Димитрия Солунского. Относится к Воскресенскому благочинию Московской епархии.

## История

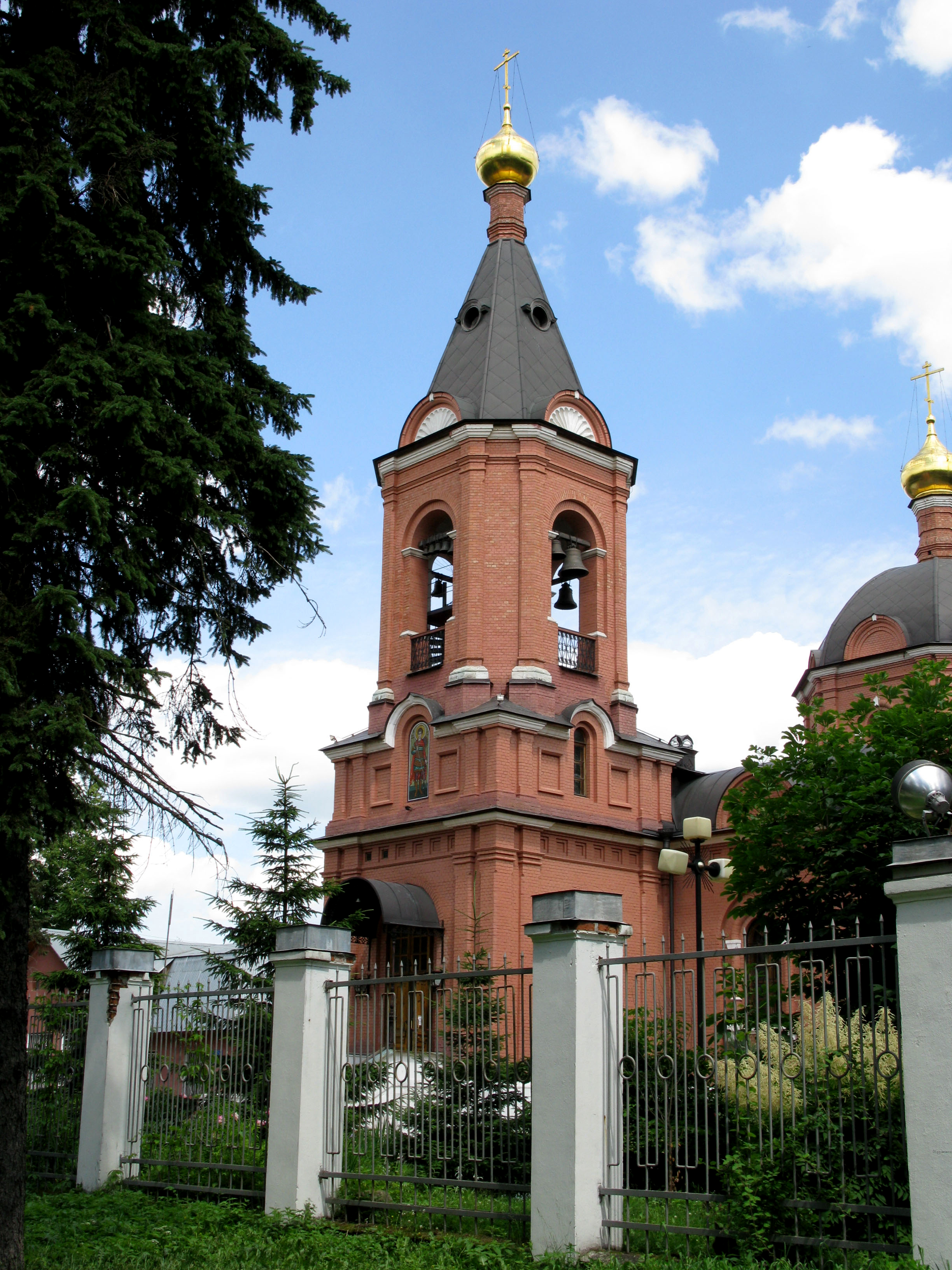
Колокольня храма

Первый храм был построен в селе Щитниково Московского уезда в 1766 году на народные пожертвования. И храм, и колокольня были деревянными с каменным фундаментом, кровля храма была покрыта железом. В здании имелся один престол во имя Димитрия Солунского. В 1875 году церковный староста Михаил Григорьевич Бородин получил разрешение на строительство нового храма, построенного по проекту архитектора П. Петрова, полностью выполненного из камня и имевшего три престола (к престолу Димитрия Солунского добавились во имя Казанской иконы Божией Матери и митрополита Михаила). Здание старого храма было разрушено после освящения нового.
В 1938 году храм был закрыт. К празднованию восьмисотлетия Москвы с него были сняты луковичные главы, и в здании расположился клуб Восточной водопроводной станции. На месте кладбища, прилегавшего к храму, был разбит парк. В 1991 году была создана инициативная группа, ставившая целью восстановление храма и зарегистрированная 8 ноября того же года. Осенью 1992 года в бывшем доме причта начало проходить богослужение. 7 апреля 1993 года правительство Москвы на средства «Мосводоканала» начало реставрацию храма по проекту Олега Журина, использовавшего наработки П. Петрова. Первый камень здания заложил Алексий II. 6 января 1995 года в храме начались регулярные богослужения, 7 апреля того же года начала работу колокольня.
Храм был открыт 8 ноября 1996 года. В 1997 году были освящены правый (южный) и левый (северный) приделы во имя Казанской иконы Божией Матери и митрополита Михаила соответственно. Святынями храма являются частицы мощей Левия Матфея, Димитрия Солунского, Пантелеимона, Григория Богослова, Климента I, Нифонта II, Варвары Илиопольской, Иоанна Кущника, Корнилия Переяславского, Тихона, Елизаветы Фёдоровны и Оптинских старцев. При храме действуют воскресная детская школа и библиотека.